# Гарбузов Юлій Вікторович
Гарбузов Юлій Вікторович (23 вересня 1941 — 28 грудня 2016) — радянський  та український письменник-фантаст, перекладач, кандидат технічних наук, доцент Харківського національного університету радіоелектроніки (ХНУРЕ), був автором численних наукових та художніх творів. Дідусь відомого бального танцюриста Вадима Гарбузова.

## Біографія
Юлій Гарбузов народився 23 вересня 1941 року в місті Єнакієвому Донецької області (Україна). Бабуся Юлія Гарбузова, Дезірон Стефанія Еміліївна, приїхала із Льєжа (Бельгія) до Донецька у віці 17 років, де одружилася з дідусем Гарбузовим Олексієм Юхимовичем. У 1937 році Олексій Юхимович був репресований, а бабусю змусили відмовитися від своїх братів та сестер і залишитися в Україні.     
Мати, Марія Андріївна Гарбузова, і батько, Віктор Олексійович Гарбузов, були лікарями. Після початку Другої світової війни Віктор Гарбузов в 1941 році воював у складі 19-ї армії РСЧА, яка була оточена та майже у повному складі захоплена в полон німцями. Після чоловік вважався зниклим безвісти.    
Марія, вагітна Юлієм, була відправлена Віктором в Єнакієве до його бабусі Стефанії Дезірон, де, після пологів, працювала лікарем. Пізніше Марія Гарбузова отримала призначення в село Бабанка на Черкащині, лікарем на 33 довколишніх села. Оскільки Марія цілодобово мала виїжджати до хворих, вона залишала сина на сусідів-поляків, спілкування з якими допомогло Юлієві в майбутньому легше вивчити польську мову. Робота сільською лікаркою дозволила Марії з Юлієм уникнути післявоєнного голоду. Однак Марія хотіла, щоб Юлій пішов до міської школи. Тому після закінчення війни мати знайшла нову роботу санітарним лікарем-інспектором у Запоріжжі, куди вони з Юлієм переїхали, і де в 1947 році він пішов до школи № 5.    
У 1958 році, закінчивши школу, Юлій Гарбузов вступив на радіофакультет Харківського політехнічного інституту. Після закінчення інституту в 1968-1971 роках він працював викладачем кафедри приймально-передавальних пристроїв Харківського авіаційного інституту, а вже потім був викладачем кафедри основ радіотехніки своєї альма-матер ХПІ. У 1971 році в складі кафедри наказом Міністра вищої освіти України його було переведено до Харківського інституту радіоелектроніки, нині – Харківського національного університету радіоелектроніки (ХНУРЕ). Тут у 1984 році захистив кандидатську дисертацію «Радіотехнічні та телевізійні системи» і став працювати доцентом тієї ж кафедри. Викладав теоретичні дисципліни, такі як «Сигнали та процеси в радіотехніці» та «Теорія та застосування цифрової обробки сигналів». Працював над закритими науковими роботами, тому нині вони відомі лише у вузьких колах та є у закритому доступі.   

Бабусині розповіді про сімейне коріння сильно вплинули на Юлія, пробудивши в ньому прагнення дізнатися більше про своїх далеких родичів. У листі до редакції Радіо Свободи він так описав свої пошуки сім'ї:   
«... Потім її (бабусю) змусили відмовитися від рідних братів і сестер, які мешкали у Льєжі. Перед смертю, в 1959 році, вона взяла з мене слово за першої нагоди розшукати бельгійських родичів і за неї попросити у них вибачення. Я її прохання виконав лише у 1989 році»  

Як Юлій і обіцяв своїй бабусі, він зміг розшукати своїх далеких родичів Дезіронів, із якими час від часу листувався. У 1989 році Юлію Гарбузову вдалося навідати їх у Льєжі. 

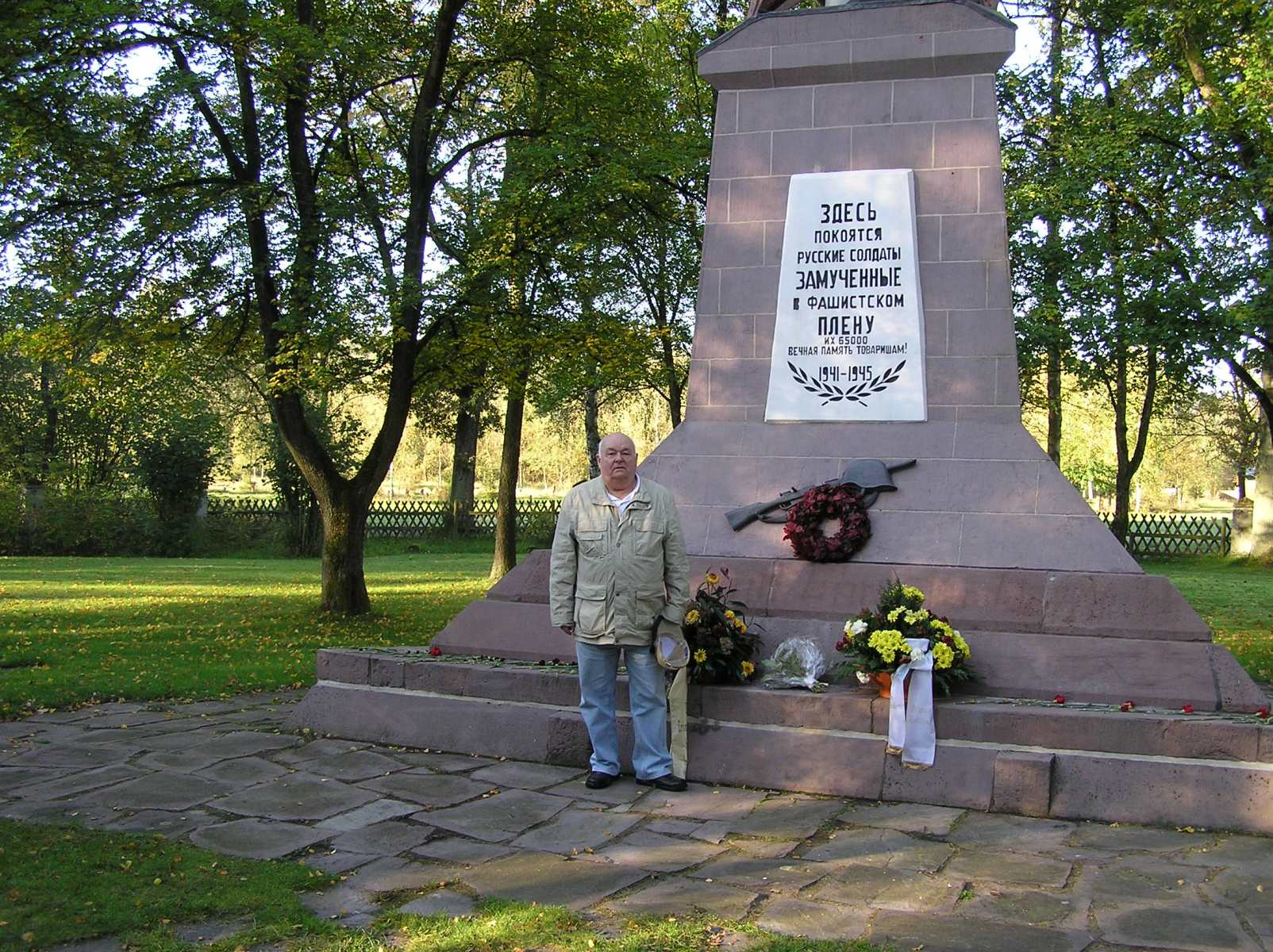
Юлій Гарбузов біля пам'ятника колишнього концентраційного табору, де похований його батько.

Батько Юлія довгий час вважався зниклим безвісти, і лише 2003 року за документами Червоного Хреста стало відомо, що він із 1941 року був ув'язнений у німецькому концтаборі Шталаг 326, де й був закатований у 1943 році. У 2010 році Юлій приїхав із Харкова до свого онука, Вадима Гарбузова, у Відень. У Вадима та його танцювальної партнерки, Катрін Менцінгер, тоді були змагання Holland Masters , які відбувались у місті Арнем (Нідерланди). 
Коли танцюристи були на змаганні, батьки Катрін відвезли Юлія до кордону Нідерландів із Німеччиною, звідки вже Юлій доїхав до концтабору, щоб відвідати могилу батька. Відшукавши концтабір та поспілкувавшись із робітником меморіалу, де лежало тіло батька, Юлій так і не зміг відшукати ім'я Віктора Гарбузова на дошці загиблих.
Юлій Гарбузов у 2009 році вийшов на пенсію, тому зміг більше часу приділяти написанню та публікації своїх творів та відвідуванню літературних заходів Харкова. Також після виходу на пенсію він підробляв перекладачем у декількох перекладацьких бюро Харкова (французька, польська, німецька, українська та російська мови). Письменник помер 28 грудня 2016 року від серцевої недостатності і лімфолейкозу та був похований у Харкові, на 13 цвинтарі.

## Творчість
Перше опубліковане оповідання «Невигадана історія» було видано у 1999 році в Санкт-Петербурзі. Загалом Юлій Гарбузов писав переважно фантастику, наприклад: «Чарівний туман», «Червоний лицар», «Саган-Рог», «Всесвітні рівняння». Проте він описував і звичайний побут людей: «Байки діда Гордія» чи «Жито та кукіль».  
Оскільки Юлій переважну частину свого життя провів у російськомовному середовищі, майже всі його твори написані російською мовою. Юлій Гарбузов усе життя захоплювався літературою, однак рідко видавав свої твори та писав у стіл. Але після виходу на пенсію у 2009 році він зміг краще заглибитись у письменництво та публікацію своєї літератури. 

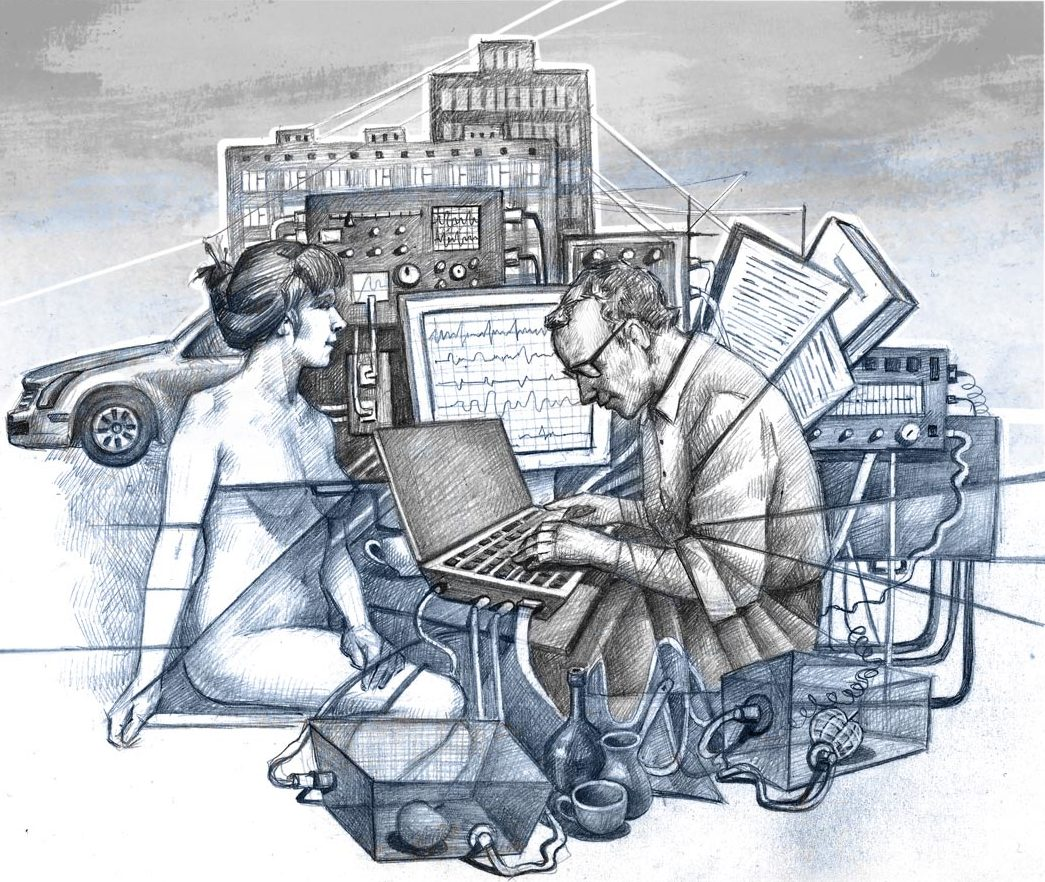
Обкладинка для роману «Всесвітні рівняння», ілюстратор Любов Боднарська.

У 2012 році вийшла друком його головна робота – «Всесвітні рівняння». Ця науково-фантастична книга була навіяна науковими дослідженнями Юлія, зокрема тематикою точного часу. На це письменника надихнув Юрій Волощук, завідувач кафедри основ радіотехніки, під керівництвом якого Юлій і досліджував сутність часу. Тому саме Волощукові Юлій присвятив книгу «Всесвітні рівняння». У цій книзі описано як матеріалізується думка та як вона діє на предмети. Про цей твір відгукнувся письменник В.Р. Воргуль:
«Читаючи повість, не віриться, що це фантастика, все вважаєш чисту монету. Сила духу, висока порядність, жертовність "в ім'я" і "для" одних героїв є сусідами з кар'єризмом, вульгарністю, убожеством, а часом і садизмом інших.»

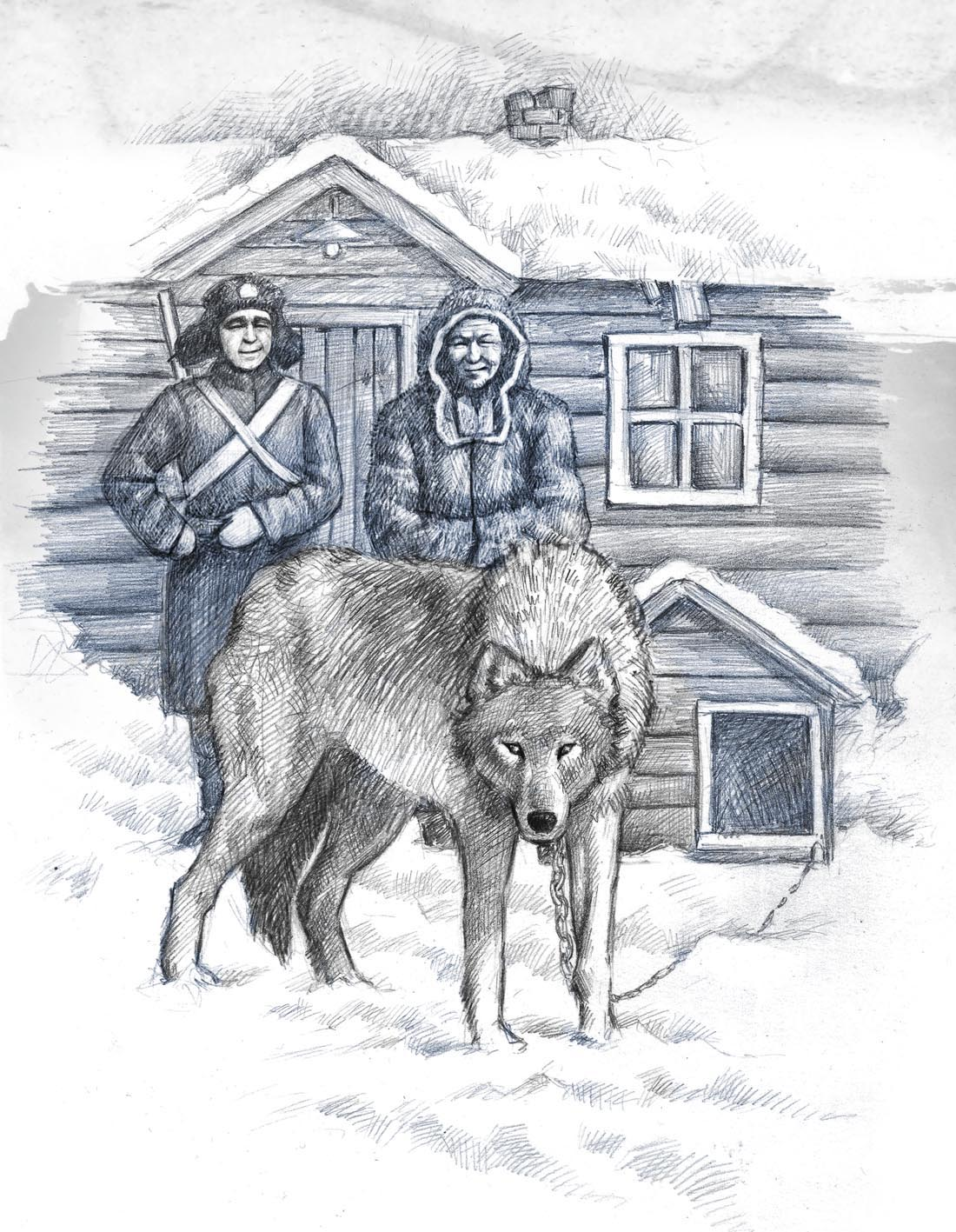
Обкладинка для оповідання «Вовк на заставі» Юлія Гарбузова, ілюстратор Любов Боднарська.

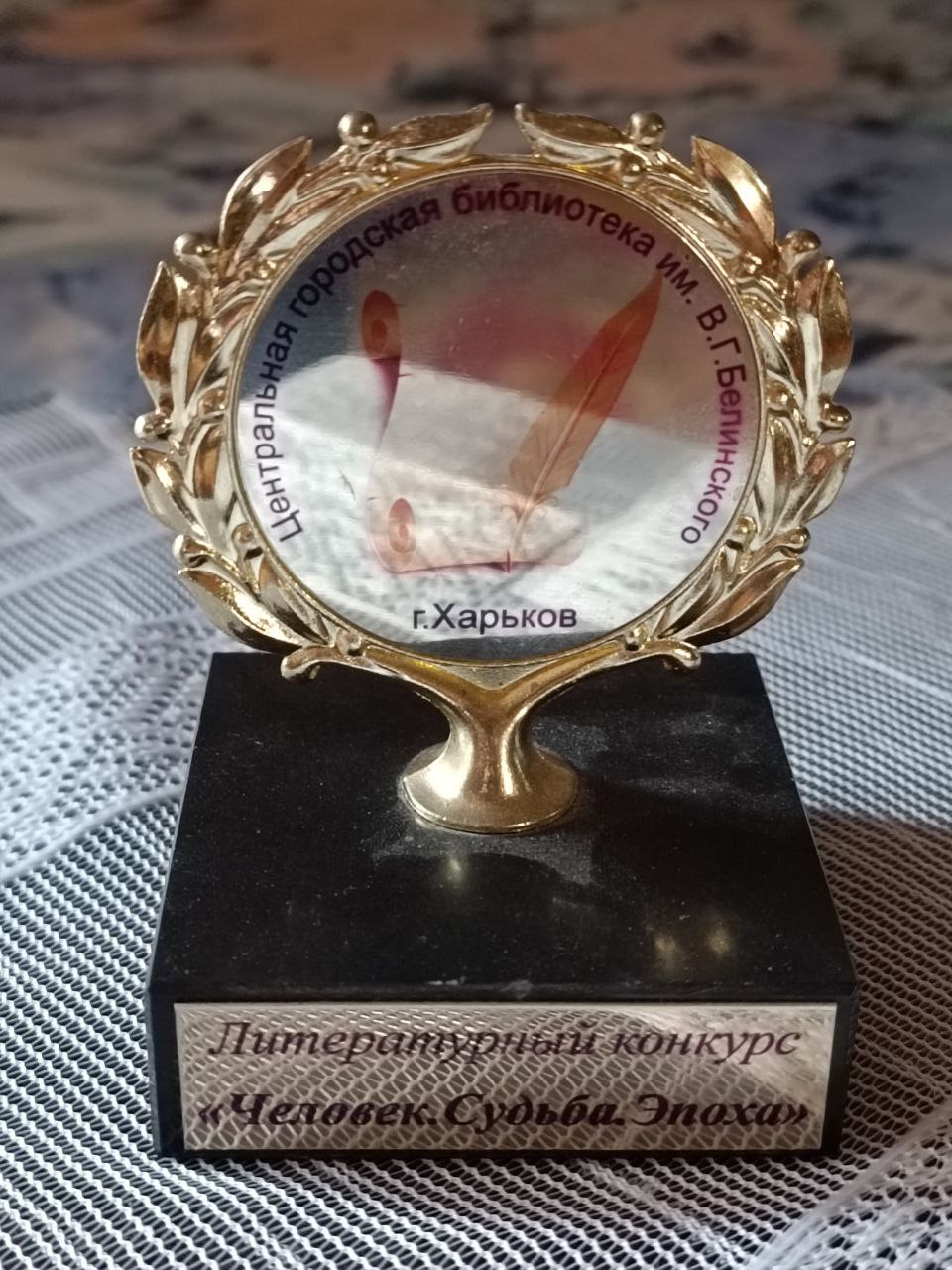
Нагорода, отримана Юлієм у літературному конкурсі «Людина. Доля. Епоха» у Харкові.

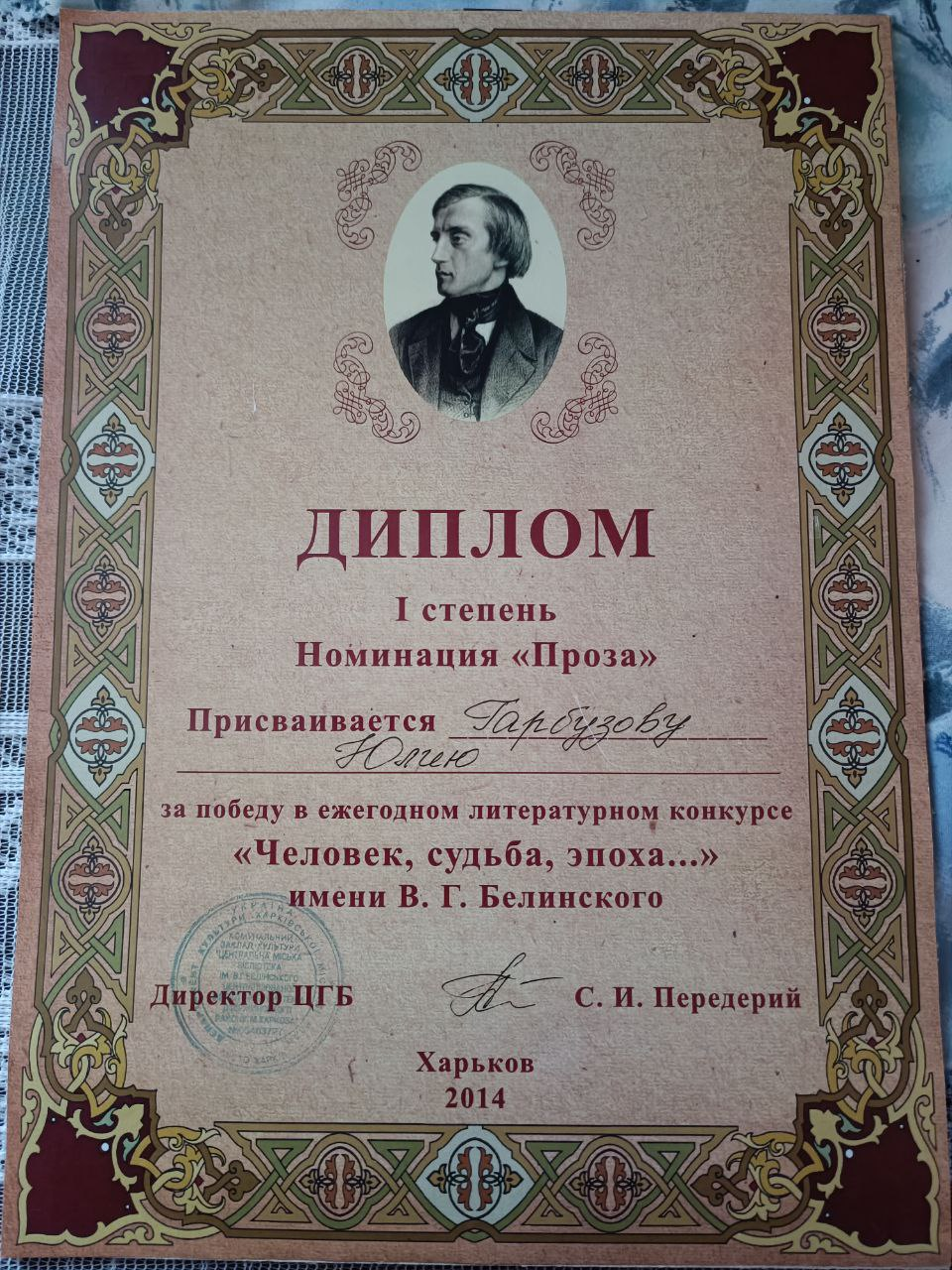
Диплом, отриманий Юлієм Гарбузовим, за перше місце на конкурсі «Людина. Доля. Епоха».

Оповідання «Вовк на заставі» розповідає про мешканців радянського тайгового прикордонного пункту, які прихистили вовченя. Читачеві представлено повсякденне життя прикордонників на тлі розгортання конфлікту. У рецензії цей твір викладачка Карлтонського університету Р.К. Назаркулова описала, зокрема, так:
«... Кілька років жили на Алтаї, якраз у тих місцях, які Ви так барвисто та з  любов'ю описали у згаданій повісті. Читаючи її, я ясно бачу гори, круті засніжені стежки, чую скрип снігу, що міцно злежався на морозі під копитами    коня, відчуваю колючий подих жорстокої завірюхи, бачу вікові кедри, сосни, модрини...» 
Розповіді й повісті Юлія Гарбузова опубліковано в журналах та інтернет-виданнях України, Росії та Канади: Привіт Ванкувер, С.А.М., Fliphtml5, Самліб, Літнет, Wattpad, Проза.ру, Литвек. Також на сайті його онука, танцюриста Вадима Гарбузова є окремий розділ з творами Юлія. У 2011 році Юлій став членом редколегії Харківського літературного альманаху «Харківський міст», у якому з 2010 року регулярно публікують його твори. Він також був членом Міжрегіональної спілки письменників України, де теж видавав свої твори, і Всеукраїнської творчої спілки «Конгрес Літераторів України». 
- Нагороджений дипломом і медаллю за результатами фестивалю альманах «Рідкісний птах»[27].
- Посів перше місце в номінації «Проза» за конкурсом «Людина. Доля. Епоха»[28].

## Політичні, національні та релігійні погляди
Старший син так характеризує погляди Юлія:

«Перш за все, тато був антикомуністом та українським патріотом. Все моє дитинство він слухав західні голоси на своїй старенькій Спідолі. Потім я і сам почав слухати, він мені давав приймача. Пам'ятаю такі радіостанції як «Голос Америки», ще «De Deutsche Welle» ("Німецька хвиля"), «Вільна Європа» ("Радіо Свобода"). Починаючи з років перестройки, зі мною та своїм онуком, Вадимом, він переважно говорив українською, а з мамою — російською. Українська в нього була доста просунута. Гадаю, йому допомагало знання польської. Я від нього навчився польським пісням та прислів’ям...» 
Юлій Гарбузов із болем сприйняв російський напад на Україну 2014 року. Його суспільно-політичні погляди ґрунтувалися на консервативних цінностях і сімейних традиціях. Серед конфесій він надавав перевагу українській православній церкві. Юлій вважав свою читацьку аудиторію російськомовною, тому переважну кількість своїх творів він писав російською, щоб поширити популярність своїх книг. За словами його дружини, він одним із перших після розвалу СРСР читав лекції в університеті літературною українською мовою. Попри свою високу політизованість, Юлій більше любив проводити час вдома, не входив до політичних організацій та не вів активної політичної діяльності.

## Відкриті інтернет-видання
- Гарбузов, Юлій (7 березня 2024). Полное собрание сочинений [Повне зібрання творів]. Litnet.com (рос.).
- Гарбузов, Юлій (20 квітня 2024). Вселенские уравнения [Всесвітні рівняння]. Fliphtml5 (рос.). с. 168.
- Гарбузов, Юлій (06 февраля 2013). Байки деда Гордея [Байки діда Гордія]. Проза.ру (рос.). с. 5.
- Гарбузов, Юлій (23 листопада 2007). Волк на заставе [Вовк на заставі]. Проза.ру (рос.). с. 25.
- Гарбузов, Юлій (05 травня 2014). Колдовской туман [Чаклунський туман]. Проза.ру (рос.). с. 5.
- Гарбузов, Юлій (1 грудня 2007). Красный рыцарь [Червоний лицар]. Проза.ру (рос.). с. 5.
- Гарбузов, Юлій (25 листопада 2007). Огневик [Вогневик]. Проза.ру (рос.). с. 17.
- Гарбузов, Юлій (23 листопада 2007). Птичка [Пташка]. Проза.ру (рос.). с. 46.
- Гарбузов, Юлій (22 серпня 2013). Наследие Бога Нингирсу [Спадщина Бога Нінгірсу]. Проза.ру (рос.). с. 34.
- Гарбузов, Юлій (22 квітня 2024). Жито и плевелы [Жито та кукіль]. Fliphtml5 (рос.). с. 402.
- Гарбузов, Юлій (23 листопада 2007). Сила желания [Сила бажання]. Проза.ру (рос.). с. 15.
- Гарбузов, Юлій (23 квітня 2024). Шлюз [Шлюз]. Fliphtml5 (рос.). с. 261.
- Гарбузов, Юлій (24 квітня 2024). История кафедры ОРТ [Історія кафедри ОРТ]. Fliphtml5 (рос.). с. 12.
- Гарбузов, Юлій (24 квітня 2024). Достижения радиолокационных астрономических исследований метеоров в Харькове [Досягнення радіолокаційних астрономічних досліджень метеорів у Харкові]. Fliphtml5 (рос.). с. 8.
- Гарбузов, Юлій (24 квітня 2024). У подъезда [Біля під'їзду]. Fliphtml5 (рос.). с. 43.
- Гарбузов, Юлій (28 квітня 2024). Цветы на даче [Квіти на дачі]. Fliphtml5 (рос.). с. 55.

## Друковані видання
- Гарбузов Юлій. Невыдуманная история (I редакционная премия). — Санкт-Петербург : Издательский дом «Калейдоскоп», Санкт-Петербург, «НЛО», № 6, 1999.
- Гарбузов Юлій. Сила желания. — Харків : «Неведомый мир», № 5(27), 2001. — С. 34-39.
- Гарбузов Юлій. Сила желания. — Харків : Харьковский мост. Литературно-художественный альманах. Стихи и проза, № 6. – Харьков: Эксклюзив, 2012. — С. 131.
- Гарбузов Юлій. Ночь у гроба с покойником. — Харків : Харьковский мост. Литературно-художественный альманах. Стихи и проза, № 4. – Харьков: ООО «С.А.М.», 2010. — С. 122.
- Гарбузов Юлій. Волк на заставе (I читательская премия, «Приван», Канада). — Канада : «Приван», 2007. — 25 с.
- Гарбузов Юлій. Вселенские уравнения. — Харків : Повести, рассказы. – Х.: Изд-во «С.А.М.», 2012. — 462 с.
- Гарбузов Юлій. Книжный лоток. — Харків : Харьковский мост. Литературно-художественный альманах. Стихи и проза, № 9. – Харьков: Эксклюзив, 2015. — С. 127.
- Гарбузов Юлій. Книжный лоток. — Дніпро : Литературно-художественный интернет-портал, «Редкая птица», г. Днепропетровск, 2016.
- Гарбузов Юлій. Вкус халвы. — Харків : Харьковский мост. Литературно-художественный альманах. Стихи и проза, № 5. – Харьков: ООО «С.А.М.», 2011. — С. 152.
- Гарбузов Юлій. Подпись (Глава из "Жито и плевелы"). — Харків : Человек. Судьба. Эпоха… Литературный альманах: Майдан, 2014. — С. 16-19.
- Гарбузов Юлій. Байки деда Гордея. — Харків : Харьковский мост. Литературно-художественный альманах. Стихи и проза, № 7. – Харьков: Эксклюзив, 2013. — С. 123.
- Гарбузов Юлій. Колдовской туман. — Харків : Харьковский мост. Литературно-художественный альманах. Стихи и проза, № 8. – Харьков: Эксклюзив, 2014. — С. 134.
- Гарбузов Юлій. Кабан. — Харків : Харьковский мост. Литературно-художественный альманах. Стихи и проза, № 10. – Харьков: Эксклюзив, 2016. — С. 138.